# Álvaro de Abranches e Noronha
Álvaro de Abranches e Noronha (Lisbona, 7 giugno 1661 – 8 aprile 1746) è stato un vescovo cattolico portoghese.

## Biografia
Allievo nel Real Colégio de São Paulo a Coimbra, entrò nello stato ecclesiastico e fu canonico del capitolo metropolitano di Lisbona, inquisitore e somigliere di cortina del re di Portogallo Pietro II.
Pietro II lo volle vescovo di Leiria: l'elezione fu confermata da papa Innocenzo XII il 19 luglio 1694. 
Il nuovo re, Giovanni V, lo propose come arcivescovo di Évora, ma il prelato rifiutò la nomina.

## Genealogia episcopale e successione apostolica
La genealogia episcopale è:
- Cardinale Guillaume d'Estouteville, O.S.B. Clun.
- Papa Sisto IV
- Papa Giulio II
- Cardinale Raffaele Riario
- Papa Leone X
- Papa Clemente VII
- Cardinale Antonio Sanseverino, O.S.Io. Hier.
- Cardinale Giovanni Michele Saraceni
- Papa Pio V
- Cardinale Innico d'Avalos d'Aragona, O.S. Iacobi
- Cardinale Scipione Gonzaga
- Patriarca Fabio Biondi
- Papa Urbano VIII
- Cardinale Cosimo de Torres
- Cardinale Francesco Maria Brancaccio
- Vescovo Miguel Juan Balaguer Camarasa, O.S.Io. Hier.
- Papa Alessandro VII
- Cardinale Neri Corsini
- Vescovo Francesco Ravizza
- Cardinale Veríssimo de Lencastre
- Arcivescovo João de Sousa
- Vescovo Álvaro de Abranches e Noronha

La successione apostolica è:
- Cardinale Nuno da Cunha e Ataíde (1706)
- Vescovo Manoel da Silva Frances (1709)